# Tanque de agua portátil
Un tanque de agua portátil es un tanque plegable temporal diseñado para el almacenamiento de reserva de agua en aplicaciones militares, de extinción de incendios y de emergencia. Estos tanques pueden ser compatibles o no. Los tanques con soporte tienen un marco de acero o aluminio y varían en tamaño de 600 a 5000 galones estadounidenses o más por diseño personalizado. Los tanques de agua portátiles tampoco tienen soporte, como los tanques autoportantes (tanques de cebolla), blivets y tanques de almohada o vejiga y están disponibles en tamaños que van desde 100 galones estadounidenses (380 L) hasta 80,000 galones estadounidenses (300,000 L).

## Usos
Se usa principalmente en áreas rurales donde no hay bocas de incendio disponibles. Se transportan en botes de agua y se despliegan en el lugar de un incendio durante una operación de lanzadera. Un tanque de agua portátil generalmente se instala cerca o en frente de un motor de ataque,  o posiblemente al lado de un motor de suministro. Esto permite a los bomberos dejar rápidamente su carga de agua y regresar al sitio de llenado lo antes posible. Están diseñados para instalarse en aproximadamente medio minuto con dos bomberos. El motor puede usar una manguera de succión para sacar el agua del tanque.